# تيو مولر (رائد أعمال)
تيو مولر (بالألمانية: Theo Müller)‏ هو رائد أعمال ألماني، ولد في 30 يناير 1940 في Aretsried ‏ في ألمانيا.

## وصلات خارجية
- ثيو مولر على موقع مونزينجر (الألمانية)